# Хітин
Хіти́н (хімічна назва: полі-N-ацетил-D-глюкозо-2-амін) — азотовмісний полісахарид, який хімічно дуже схожий з целюлозою, лише замість гідроксила (—ОН) на кожному кільці (мономері) із 6 атомів Карбону розташована аміногрупа, в якій один з двох атомів Гідрогену заміщений на ацетильну групу.
Вперше був виділений із зовнішніх оболонок тарантулів.

## Етимологія
Назва речовини «хітин» походить від грец. χιτών — хітон, що було назвою одягу. Зокрема це символізує ключову роль хітину в будові покривів багатьох організмів.

## Поширення в природі
Хітин — один з найпоширеніших у природі полісахаридів. Його вважають другою після целюлози органічною речовиною за поширенням в природі. Щороку на Землі в живих організмах утворюється і розкладається близько 10 гігатонн хітину[джерело?]. Хітин є основним компонентом зовнішнього скелету членистоногих: панцирів раків, крабів, креветок, скорпіонів, кутикули комах і ін. В клітинних стінках грибів — виконує захисну й опорну функції, забезпечуючи жорсткість клітин. Також хітин утворюється в організмах багатьох інших тварин — різноманітних червів, кишковопорожнинних, кнідарій та ін.
Попри те, що хітин є речовиною, дуже близькою за будовою, фізико-хімічними властивостями і біологічною роллю до целюлози, в організмах, які виробляють целюлозу (рослини, деякі бактерії) хітин знайти не вдалося.
У всіх організмах, що виробляють та використовують хітин, він перебуває не в чистому вигляді, а в комплексі з іншими полісахаридами, і дуже часто асоційований з білками. В клітинній стінці грибів хітин входить в хітин-глюкановий комплекс, кутикула комах побудована з хітин-меланінового комплексу (хітин ковалентно зв'язаний з білками артраподину і склеротину та великою кількістю меланінових з'єднань), в панцирі ракоподібних хітин зв'язаний з білками і утворює хітин-білковий комплекс (однак панцир цих організмів являє собою більш складну структуру — поверхневий шар є більш-менш чистим хітин-карбонатом кальцію, в той час як внутрішні шари містять також білок).

## Фізичні властивості
Жорсткий напівпрозорий матеріал.

## Хімія хітину
Транс-розташування в елементарній ланці макромолекули хітину заміщувачів (ацетамідної і гідроксильної груп) у С(2) і С(3) обумовлює значну гідролітичну стійкість ацетамідних груп, в тому числі і в умовах лужного гідролізу. Тому відщеплення ацетамідних груп вдається здійснити лише в порівняно жорстких умовах — при обробці 40-49%-ним водним розчином NaOH при температурі 110—140оС протягом 4-6 годин. Однак і в цих умовах ступінь деацетилювання (частка ацетамідних груп що відщепилися, в розрахунку на одну елементарну ланку) не досягає одиниці (тобто не забезпечується кількісне видалення цих груп), складаючи зазвичай 0,8-0,9.
Сильний водневий зв'язок ланцюгів хітину між собою перешкоджає його розчиненню в кислотах та лугах. Проте, шляхом підбору розчинників і умов розчинення, порушуючих міжмолекулярні зв'язки, вдалось знайти багато способів.
Одним з найважливіших властивостей полімерів, що визначають в багатьох випадках можливість їх переробки та застосування, є їх розчинність. Саме на використанні розчинів найближчого аналога хітину — целюлози заснована технологія отримання волокон, плівок, лаків, загущующих і клеючих композицій. Оцінка деяких властивостей розчинів полімерів (осмотичного тиску, в'язкості, розсіювання світла) дозволяє визначити такі важливі характеристики, як молекулярна маса і молекулярно-масовий розподіл (співвідношення кількості макромолекул з різною молекулярною масою). Однак через порівняно високу жорсткість полімерного ланцюга, значної інтенсивності міжмолекулярної взаємодії, хітин розчиняється в порівняно обмеженій кількості розчинників — концентрованих мінеральних кислотах (соляна, сірчана, азотна, фосфорна), безводній мурашиній кислоті, гексафторізопропанолі і гексафторацетоні, розчинах хлориду літію в диметилацетаміді. У більшості цих розчинників відбувається деструкція полімеру, що ускладнює визначення справжнього значення молекулярної маси і характеру молекулярно-масового розподілу.
З хітину різного походження шляхом гідролізу можна отримати хітозан або його солі.

## Отримання
Для виділення хітину з панцирів крабів, омарів, криля (містять 20-25 % хітину і близько 70 % карбонату кальцію), проводять послідовні операції демінералізації і депротеїнізації, що включають обробку подрібнених панцирів розчинами соляної кислоти і їдкого натру з наступним промиванням водою, видаленням фарбувальних пігментів обробкою відбілюючими реагентами і ліпофільних речовин — промиванням спиртом і ефіром.

## Застосування
У медицині хітин застосовується для прискорення загоєння ран: вкрите хітином волокно, хітинові мати, губки та плівки скорочують час загоєння ран до 30 %. Особливо перспективним є використання хітинових матеріалів та інструментів з хітиновим покриттям під час лікування опіків.
Окрім того, хітин застосовується в косметиці як безпечний полімерний наповнювач, що не подразнює шкіру.
У водному середовищі хітин виявляє хелаторні хімічні властивості, завдяки чому фільтри на основі хітину успішно застосовуються для очищення стічних вод від аніонних забруднень і таких речовин як ДДТ та поліхлорбензени.